# Ingegerdsleden

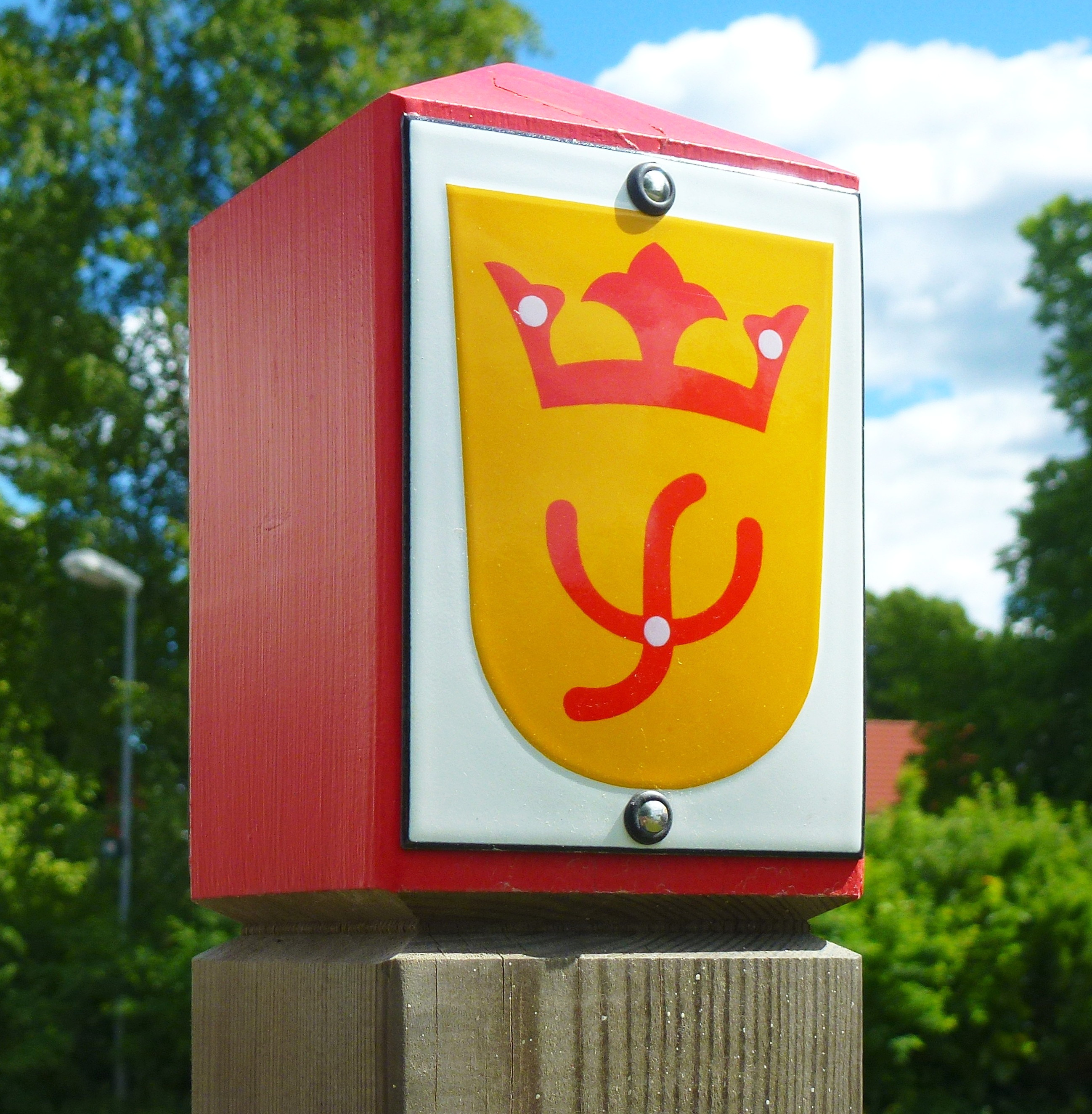

De Ingegerdsleden is een langeafstandswandelpad in Uppland Zweden. Het 110 kilometer lange bewegwijzerde pad werd genoemd naar Ingegerd Olofsdotter, Zweedse prinses en vrouw van Jaroslav de Wijze. Het loopt van de kathedraal van Uppsala naar de kathedraal van Stockholm.